# Ardon (Jura)
Ardon – miejscowość i gmina we Francji, w regionie Burgundia-Franche-Comté, w departamencie Jura.
Według danych z 1990 r. gminę zamieszkiwało 148 osób, a gęstość zaludnienia wynosiła 29 osób/km² (wśród 1786 gmin Franche-Comté Ardon plasuje się na 596. miejscu pod względem liczby ludności, natomiast pod względem powierzchni na miejscu 799.).